# 保宁桥
保宁桥，位于中国广东省惠州市博罗县罗阳镇观背村，为博罗县的一个县级文物保护单位，类型为古建筑，公布时间为1985年。
保宁桥的历史年代为宋代。